# 威州镇 (汶川县)
威州镇是位于中国四川省阿坝藏族羌族自治州汶川县东北部的一个镇，是汶川县县政府驻地。镇内有“姜维城”古文化遗迹，是东汉绵虒县县治遗址。
威州镇建镇于1958年，辖区面积128平方公里，2008年常住人口30599人，流动暂住人口近1余万人。
2019年12月，撤销雁门镇，将其所属行政区域划归威州镇管辖。

## 行政区划
下辖3个社区居民委员会、12个行政村，分别为：南桥社区、桑坪社区、七盘沟社区、新桥村、万村、茨里沟村、牛脑寨村、秉里村、布瓦村、增坡村、铁邑村、双河村、禹碑岭村、七盘沟村、茅岭村。
南桥社区、桑坪社区、七盘沟社区、阳光社区、新桥村、万村、茨里沟村、牛脑寨村、秉里村、布瓦村、增坡村、铁邑村、双河村、禹碑岭村、七盘沟村和茅岭村。

## 中国传统村落
2012年，萝卜寨村被评为首批“中国传统村落”。